# Ouvrage d'infanterie Champagne
L’Infanterie-Werk Mey, rebaptisé ouvrage d’infanterie Champagne après 1919, est un ouvrage militaire situé près de Metz. Il fait partie de la seconde ceinture fortifiée des forts de Metz et connut son baptême du feu, fin 1944, lors de la bataille de Metz.

## Contexte historique
Pendant l’annexion allemande, Metz, dont la garnison allemande oscille entre 15 000 et 20 000 hommes au début de la période et dépasse 25 000 hommes avant la Première Guerre mondiale, devient progressivement la première place forte du Reich allemand.
L'ouvrage d'infanterie Champagne complète la Seconde ceinture fortifiée de Metz composée des Festen Wagner (1904-1912), Kronprinz (1899 - 1905), Leipzig (1907-1912), Kaiserin (1899-1905), Lothringen (1899-1905), Freiherr von der Goltz (1907-1916), Haeseler (1899-1905), Prinz Regent Luitpold (1907-1914).
À partir de 1899, le Plan Schlieffen de l’état-major allemand conçut les fortifications de la Moselstellung, entre Metz et Thionville, comme un verrou destiné à bloquer l’avance éventuelle des troupes françaises en cas de conflit. Ce concept de ligne fortifiée sur la Moselle constituait une innovation significative par rapport au système Séré de Rivières développé par les Français. Il inspira plus tard les ingénieurs de la ligne Maginot.

## Construction et aménagements
L’Infanterie-Werk Mey a été construit de 1907 à 1912, à l’est des forts Saint-julien et Des Bordes. L’ouvrage, d’une superficie de 37 ha, contrôle au nord la route de Bouzonville et au sud, la route de Sarrelouis. L’ouvrage fortifié pouvait recevoir deux cents hommes et possédait quatre observatoires cuirassés, dont un fixe destiné à une casemate de flanquement et 14 guérites d’observation. La caserne bétonnée avait le chauffage central et l’alimentation en eau était assurée par la station de Saint-Julien. L’électricité était fournie par une centrale à moteur diesel. Enfin, une ligne téléphonique le reliait au fort de Saint-Julien.

## Affectations successives
À partir de 1890, la relève dans les forts est assurée par les troupes du XVIe Corps d’Armée stationnées à Metz et à Thionville. En 1919, le fort est de nouveau occupé par l’armée française. Début septembre 1944, au début de la bataille de Metz, le commandement allemand l’intègre au dispositif défensif mis en place autour de Metz.